# Ed Ratleff
William Edward "Ed" Ratleff (Bellefontaine, Ohio, 29 de marzo de 1950) es un exjugador de baloncesto estadounidense que jugó 5 temporadas en la NBA. Con 1,98 metros de altura, lo hacía en la posición de escolta.

## Trayectoria deportiva

### Universidad
Jugó durante cuatro temporadas con los 49ers de la Universidad Estatal de California, Long Beach, en las que promedió 21,4 puntos y 8,4 rebotes por partido. Fue incluido en el mejor quinteto de la Big West Conference en sus tres últimas temporadas, siendo además elegido Jugador del Año en 1972 y 1973, y también fue incluido esas dos temporadas en el primer equipo All-American.

### Selección nacional
Fue convocado con la selección de baloncesto de Estados Unidos para disputar los Juegos Olímpicos de Múnich 1972, participando por tanto en aquella polémica final que acabó con el triunfo de la Unión Soviética en el último segundo. Allí jugó en nueve partidos, en los que promedió 6,4 puntos por partido.

### Profesional
Fue elegido en la sexta posición del Draft de la NBA de 1973 por Houston Rockets, y también por los Indiana Pacers en el Draft de la ABA, eligiendo la primera opción. Allí comenzó en el banquillo, para ganarse la titularidad al año siguiente, en la temporada 1974-75, la mejor de su carrera profesional, en la que promedió 11,8 puntos, 5,7 rebotes y 3,2 asistencias por partido.
Pero la llegada de John Lucas al equipo le relegó de nuevo al banquillo en 1976. Jugó dos temporadas más, antes de retirarse definitivamente.

## Estadísticas de su carrera en la NBA

### Temporada regular
| Temp.   | Edad | Equipo  | Liga | P   | TIT | MIN  | TC  | TCA  | %TC  | 3P | 3PA | %3P | TL  | TLA | %TL  | R.OF. | R.DEF. | REB | ASIS | ROB | TAP | PER | FP  | PTS  |
| 1973-74 | 23   | Houston | NBA  | 81  |     | 21.9 | 3.1 | 7.2  | .434 |    |     |     | 1.3 | 1.6 | .798 | 1.1   | 2.4    | 3.5 | 2.2  | 1.1 | 0.3 |     | 2.2 | 7.5  |
| 1974-75 | 24   | Houston | NBA  | 80  |     | 32.0 | 4.9 | 10.6 | .461 |    |     |     | 2.0 | 2.4 | .826 | 2.3   | 3.4    | 5.7 | 3.2  | 1.8 | 0.6 |     | 2.9 | 11.8 |
| 1975-76 | 25   | Houston | NBA  | 72  |     | 33.3 | 4.4 | 9.0  | .485 |    |     |     | 2.3 | 2.9 | .816 | 1.5   | 3.8    | 5.3 | 3.6  | 1.6 | 0.5 |     | 3.3 | 11.1 |
| 1976-77 | 26   | Houston | NBA  | 37  |     | 14.4 | 1.9 | 4.4  | .435 |    |     |     | 0.7 | 1.1 | .619 | 0.6   | 1.4    | 2.1 | 1.2  | 0.5 | 0.2 |     | 1.2 | 4.5  |
| 1977-78 | 27   | Houston | NBA  | 68  |     | 17.1 | 1.9 | 4.6  | .419 |    |     |     | 0.6 | 0.7 | .830 | 0.8   | 1.6    | 2.4 | 2.3  | 0.9 | 0.3 | 1.0 | 1.6 | 4.4  |
| Total   |      |         | NBA  | 338 |     | 24.9 | 3.4 | 7.6  | .454 |    |     |     | 1.5 | 1.8 | .803 | 1.4   | 2.7    | 4.0 | 2.7  | 1.3 | 0.4 | 1.0 | 2.4 | 8.3  |

### Playoffs
| Temp.   | Edad | Equipo  | Liga | P | MIN | TCA | TC | 3PA | 3P | TLA | TL | R.OF. | REB | ASIS | ROB | TAP | PER | FP | PTS | %TC  | %3P | %FT  | MIN  | PTS  | REB | AST |
| 1974-75 | 24   | Houston | NBA  | 8 | 291 | 36  | 87 |     |    | 17  | 20 | 24    | 53  | 35   | 14  | 1   |     | 31 | 89  | .414 |     | .850 | 36.4 | 11.1 | 6.6 | 4.4 |
| Total   |      |         | NBA  | 8 | 291 | 36  | 87 |     |    | 17  | 20 | 24    | 53  | 35   | 14  | 1   |     | 31 | 89  | .414 |     | .850 | 36.4 | 11.1 | 6.6 | 4.4 |